# Hodiše
Hodiše [hódiše] (nemško Keutschach) so urbano naselje in sedež istoimenske občine (nemško Keutschach am See) na avstrijskem Koroškem ter eden izmed krajev, kjer prebivajo Koroški Slovenci.

## Geografija

### Zemljepisna lega
Naselje Hodiše leži okoli 1,5 km severovzhodno od Hodiškega jezera ter okoli 15 km zahodno od Celovca.

### Naselja v občini
Na območju občine Hodiše živi 2.470 prebivalcev v petnajstih naseljih. Občina, ki se razprostira na površini 28,36 km², leži v dolini, imenovani »Dolina štirih jezer«, med Vrbskim jezerom na severu in grebenom Gure na jugu. 
Naselja v občini Hodiše so:
- Dobajna (Dobein), 36 prebivalcev [4]
- Dobajnica (Dobeinitz), 106
- Dvorec (Höflein), 137
- Na Gori (Höhe), 148
- Hodiše (Keutschach), 381
- Ležbe (Leisbach), 107
- Lipa (Linden), 124
- Prtiče (Pertitschach), 189
- Plašišče (Plaschischen), 120
- Plešerka (Plescherken), 227
- Rut (Rauth), 272
- Rjavec (Reauz), 311
- Šmarjeta (Sankt Margarethen), 79
- Šmiklavž (St. Nikolai), 66
- Železnica (Schelesnitz), 45

### Sosednje občine
| Otok    | Otok    | Celovec     |
| Škofiče |         | Celovec     |
| Bilčovs | Bilčovs | Kotmara vas |

## Zgodovina
Najstarejša dokumentirana omemba Hodiš (zapisano kot: »Chodesach«) je iz leta 1150.
V tem kraju na območju današnje občine je bil sedež družine vitezov Hodiških (nem.: Keutschach), ki ga je mogoče slediti že od leta 1299. Najbolj znan član družine je salzburški nadškof Lenard Hodiški (von Keutschach); v času njegove vladavine (1496–1519) je družina dosegla svojo največjo moč. Gradnja gradu Plešivec (nem.: Schloss Tanzenberg), ki sta se je lotila brata Žiga in Wolfgang, nadškofova nečaka, je povzročila visoke dolgove. Hodiški so nato izgubili ugled in vpliv in izumrli leta 1773 v Salzburgu.
Občina Hodiše je bila ustanovljena leta 1850 in je takrat vključevala tudi katastrsko občino Ribnico) do leta 1903, ko je bila ta priključena k novoustanovljeni občini Otok ob Vrbskem jezeru (nem.: Maria Wörth).
Kmetijstvo je bilo stoletja izključna dejavnost na tem območju, do uvedbe poletnega turizma v 20. stoletju, ki postaja vse pomembnejša dejavnost.
- Valvasorjeva upodobitev starega gradu Hodiše iz leta 1688
- Valvasorjeva upodobitev novega gradu Hodiše iz leta 1688
- Novi grad Hodiše, kot Občinski urad

## Prebivalstvo

### Zgodovinska slika
Po zadnjem avstro-ogrskem popisu prebivalstva iz leta 1910 je okoli 93 % prebivalcev takratne občine Hodiše navedlo slovenščino kot svoj vsakdanji pogovorni jezik.
| Občina            | Število slovensko govorečih 1910 | Število nemško govorečih 1910 |
| ----------------- | -------------------------------- | ----------------------------- |
| Hodiše/Keutschach | 1081 (93 %)                      | 85 (7 %)                      |

### Danes
Prebivalstvo dela v industriji in upravi, v kmetijstvu in gozdarstvu ter turizmu. V občini je preko 50 turističnih obratov s prenočišči, preko 200 zasebnih sob in ob jezeru 11 kampov. V kraju je dvojezična šola in slovenski kulturni dom, postavljen 1927. Slovensko prosvetno društvo Zvezda deluje od leta 1904, leta 1903 pa je pričela poslovati slovenska hranilnica in posojilnica. Bogoslužje se opravlja tudi v slovenskem jeziku.

## Umetnostni spomeniki
Na obrežju Hodiškega jezera so bili odkrili sledovi mostiščarske naselbine. Kraj se prvič omenja 1150 kot Chodesach, današnja župnjijska cerkev sv. Jurija in Jerneja pa 1202. Cerkev je v tlorisu še ohranila značaj romanske triladijske bazilike z vzhodnim zvonikom, gotika pa mu je dodala tristrano sklenjen prezbiterij. Ob barokizaciji okoli 1730 so cerkvi prizidali stranski kapeli, križno rebrasti obok prezbiterija pa zakrili s štukaturo. Večina opreme je baročna. Na južni zunanji steni sta vzidana romanski nagrobnik in predromanska kamnita plošča z vklesano risbo stoječe človeške figure z dvignjenimi rokami, pri kateri je glava nadomeščena s križnim nimbom. Izjemeni kiparski spomenik že pokristjanjene Karantanije predstavlja Kristusa ali morda kompleksnejši kristološki simbol.